# 부광여자고등학교
부광여자고등학교(富光女子高等學校)는 대한민국 인천광역시 부평구 부개동에 있는 공립 고등학교이다.

## 학교 연혁
- 1987년 12월 30일 : 부광여자고등학교 인가 (30학급)
- 1988년 3월 1일 : 제1대 민혜식 교장 부임
- 1988년 10월 25일 : 부광여자고등학교 개교
- 2002년 9월 1일 : 신축교사 준공(14실)
- 2004년 12월 17일 : 수수꽃다리 도서관 개관
- 2008년 3월 1일 : 특수학급 1학급 신설
- 2010년 2월 27일 : 1,2학년 면학실 신설 및 리모델링
- 2010년 3월 15일 : 비전홀(회의실) 신설
- 2010년 8월 30일 : 학생식당 증축 및 이동로 캐노피 신설 , 제3과학실 및 상담실 신설
- 2019년 10월 24일 : 예덕관(강당) 구축
- 2023년 12월 1일 : 고교학점제 선도-도약지구 온라인수업 교실 구축
- 2024년 2월 7일 : 제34회 졸업식(졸업생 141명, 누계 13,327명)
- 2024년 3월 4일 : 제37회 입학식(195명 입학)
- 2024년 9월 1일 : 제14대 고근혜 교장 취임

## 참고 자료
- 부광여자고등학교 - 한국교육학술정보원 학교알리미